# Marie Andresen
Marie Andresen (* 15. Juni 1994 in Flensburg) ist eine ehemalige deutsche Handballspielerin, die zuletzt für den deutschen Bundesligisten Buxtehuder SV auflief.

## Karriere
Marie Andresen spielte im Jugendbereich bei der HSG Handewitt/Nord Harrislee, einem Zusammenschluss der weiblichen Jugendmannschaften des Handewitter SV und des TSV Nord Harrislee. Ab 2013 gehörte die Torhüterin dem Kader der Damenmannschaft vom TSV Nord Harrislee an. In ihrer ersten Saison in Harrislee lief sie in der 2. Bundesliga auf und trat anschließend mit der Damenmannschaft den freiwilligen Gang in die Drittklassigkeit an. In der Saison 2017/18 stand sie beim dänischen Zweitligisten Fredericia HK unter Vertrag. Anschließend wechselte sie zum deutschen Zweitligisten Werder Bremen. Ab dem Sommer 2020 lief Andresen für den Bundesligisten HSG Blomberg-Lippe auf. Sie wechselte zur Spielzeit 2022/23 mit einem 2-Jahres-Vertrag zum Buxtehuder SV. Nach dem Vertragsende beendete sie ihre Karriere.

## Sonstiges
Ihre Schwester Johanna Andresen spielt ebenfalls Handball.